# Royal Air Force Museum

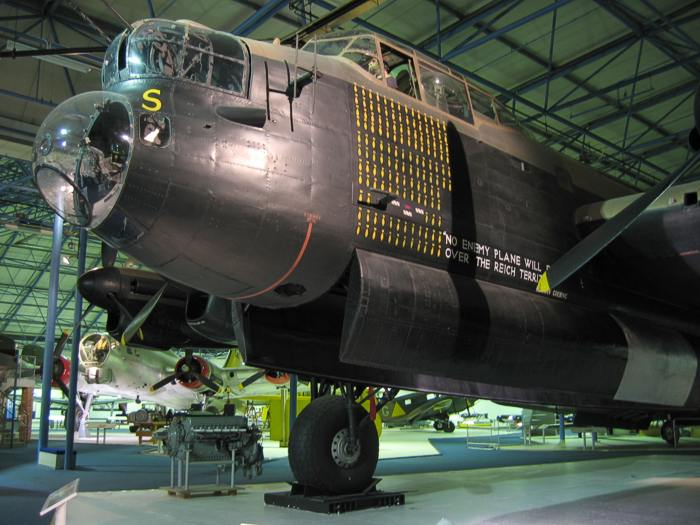
Avro Lancaster

Das Royal Air Force Museum ist das Luftwaffenmuseum des Vereinigten Königreichs. Es liegt auf dem Flugplatz Hendon im Nord-Londoner Stadtteil Barnet. Es gibt außerdem eine Nebenstelle in Cosford, Shropshire.

## Dauerausstellung
In fünf großen Gebäuden sind etwa 100 Flugzeuge ausgestellt, dazu Erinnerungsstücke, Fotos u. a.
Die Maschinen kommen nicht nur aus dem eigenen Land, sondern auch aus den USA, Deutschland, Frankreich und Japan.

### Exponate

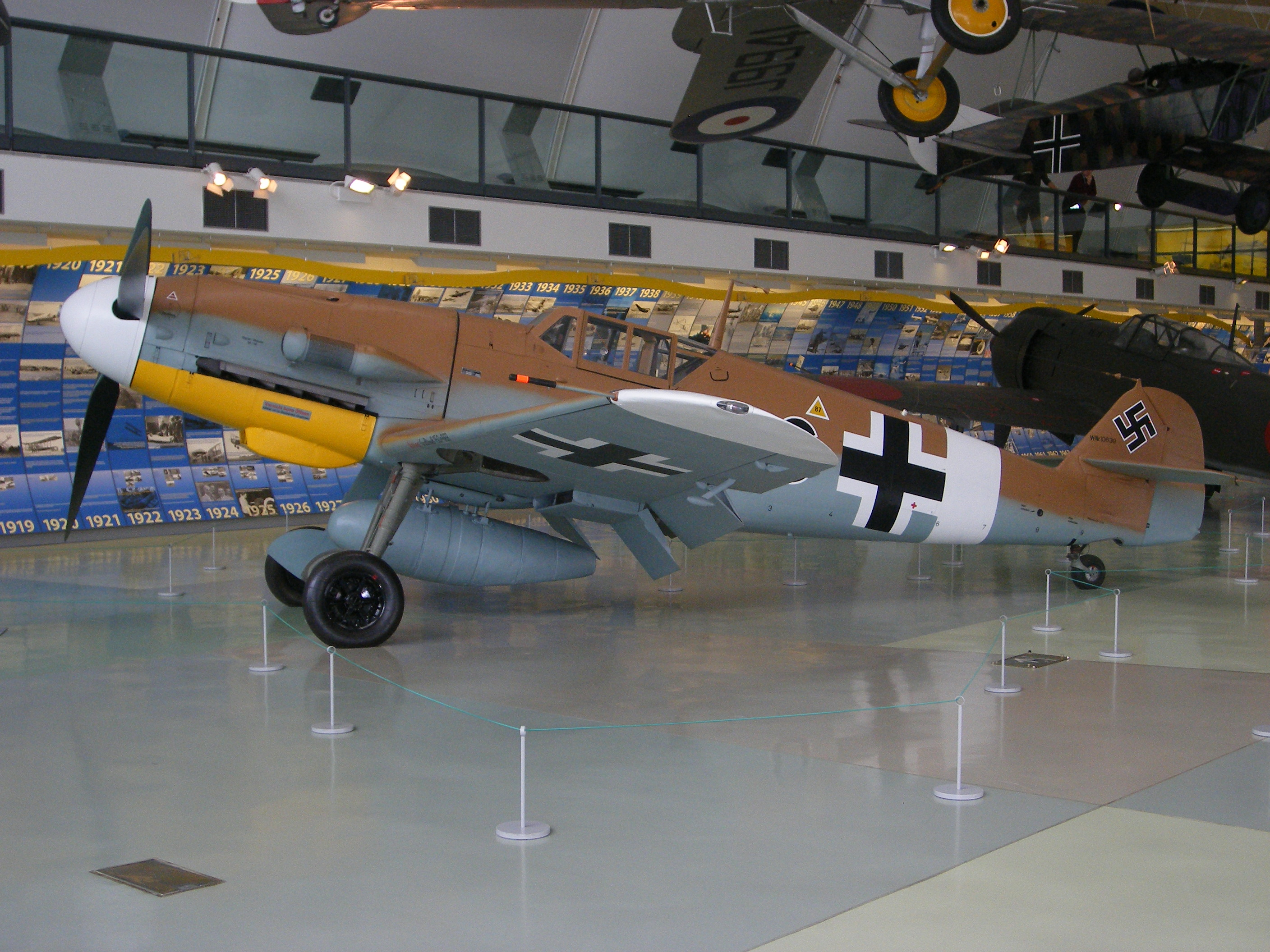
Messerschmitt Bf 109 G-2

Aufgrund der langjährigen Ausstellung "Battle of Britain" sind weiterhin deutsche Flugzeuge aus dem Zweiten Weltkrieg zu sehen:
- Focke-Wulf Fw 190 A-8/U-1, gebaut 1944 als Einsitzer und im November desselben Jahres in Polen zum Doppelsitzer umgebaut. Das Flugzeug wurde im Mai 1945 in Dänemark sichergestellt und gelangte Anfang September nach Farnborough und nach einem zweiten Flug nach Brize Norton offenbar eingelagert. Die schwarze 38 gelangte schon 1946 zur Sammlung des Air Historical Branch und wurde 1956, 1960, 1964 und 1970 bei Erinnerungstagen gezeigt. Bei der Restaurierung 1972 fand sich immer noch Treibstoff in den Tanks. Nach weiteren Ausstellungen und einer Motorenüberholung 1984 wurde das Flugzeug auch mit laufendem Motor vorgeführt, bis es 1989 nach Hendon kam.[2] Ein Einsitziges Flugzeug befindet sich in Cosford.
- Heinkel He 111 H-20, Seriennummer 701152, Version für 16 Fallschirmjäger, wurde im Mai 1945 nach Cherbourg geflogen, um in die USA verschifft zu werden, was aber wegen Platzmangel nicht zustande kam. Am 2. Juli 1945 kam das Flugzeug nach RAF Boxted, Essex zur 56th Fighter Wing Group. Im August diverse Male mit US-Markierungen und Phantasieanstrich vorgeflogen und bei der Verschrottung aller Flugzeuge der Einheit zur Rettung nach North Weald ausgeflogen und am 3. November 1945 letztmals, nun mit britischen Markierungen, nach Farnborough geflogen. 1947 demontiert und 1954 und weitere Male öffentlich gezeigt, bis 1978 in der 1945 erhaltenen schwarzen Bemalung. Danach umgestaltet in Hendon. Es fehlt der Drehturm, der offensichtlich 1967 entfernt worden war, um dem Flugzeug bei Dreharbeiten des Films Battle of Britain ein Aussehen von 1940 zu geben.[3]
- Heinkel He 162 A-2 in London
- Junkers Ju52/3M (CASA 352L) in Cosford
- Junkers Ju 87 G-2 in London
- Junkers Ju 88 R-1 (Nachtjäger) in Cosford
- Messerschmitt Bf 109 E-3 „Schwarze Zwölf“, Werksnummer 4101. Das Flugzeug war am 27. November 1940 von Spitfires der 66. Staffel angegriffen worden, hatte seine 250-kg-Bombe ins Wasser geworfen und machte eine Bauchlandung in RAF Manston. Bei Rolls-Royce in Hucknall mit Heck-Teilen einer anderen Maschine ergänzt, repariert und als DG200 von Februar 1941 bis September 1943 getestet und für Angewöhnungsflüge verwendet. Danach eingelagert als Museumsflugzeug und über die Jahre bei verschiedensten Anlässen gezeigt, bis 1978 definitiv in Hendon verblieben.[4]
- Messerschmitt Bf 109 G-2
- Messerschmitt Bf 110 G-2
- Messerschmitt Me 163 B-1a Komet
- Messerschmitt Me 262 A-2a Schwalbe
- Messerschmitt Me 410 A-1/U2
- Fokker D.VII, eine am Ende des Ersten Weltkriegs in Ostende zurückgelassene Maschine, die in den 1930er-Jahren nach zivilem Gebrauch gerettet wurde.[5]

Im Museum in Cosford findet sich eine Fieseler Fi 156 Storch, welche bis 1955 in England geflogen wurde, als sich Ersatzteilprobleme abzuzeichnen begannen. Ebenfalls dort zu sehen ist die Focke-Achgelis Fa 330. Es war dies eines von drei der Autogiros, welche in den 1960er-Jahren in Farnborough eingelagert waren, sie gelangte kurz nach Hendon und später nach Cosford.

## Geschichte
Im Jahr 1912 wurde auf dem Gelände die erste Flugschule des Landes gegründet. Nach dem Ersten Weltkrieg war Hendon der Ort der beliebten Hendon Air Show. Das Museum wurde am 15. November 1972 durch Königin Elisabeth II. eröffnet. 2024 betrug die Besucherzahl etwa 440.000 Personen.